# Leonce Girardot
Leonce Girardot, francoski dirkač, * 1864, Francija, † 1922, Francija.
Leonce Girardot se je rodil leta 1864. Prvič se je udeležil pomembne dirke v sezoni 1897, ko je na dirki Pariz-Dieppe zasedel šestnajsto mesto. Po štiriindvajsetem mestu na dirki Pariz-Trouville in odstopu na prvi dirki v naslednji sezoni 1898 Pariz-Bourdeaux je začel nizati odlične rezultate. Začel je s prvo uvrstitvijo na stopničke z drugi mestom na dirki Pariz-Amsterdam-Pariz, v  sezoni 1899 je dosegel tretji mesti na dirkah Nica-Castellane-Nica in Pariz-Bourdeaux, drugo mesto na dirki Champigny-St.Germain in zmagi na dirkah Pariz-Ostend in Pariz-Bologna. V sezoni 1900 je ob po enem šestem in sedmem mestu dosegel drugo mesto na dirki Gordon Bennet Cup 1900, v sezoni 1901 pa tretje mesto na dirki Grand Prix de Pau, svojo tretjo in zadnjo zmago na dirki Gordon Bennet Cup 1901 in drugo mesto na dirki Pariz-Berlin, kjer je še zadnjič dirkal z dirkalnikom Panhard. Zadnjo uvrstitev na stopničke je dosegel v sezoni 1903 z drugim mestom na Dirki po Ardenih z dirkalnikom CGV. Za tem je nastopil le še na dirki Gordon Bennet Cup v sezoni 1905, na kateri je odstopil, nato pa se je upokojil kot dirkač. Umrl je leta 1922.